# Willem de Weerd
Willem de Weerd (Terwolde, 14 december 1878  – Klazienaveen-Noord, 28 januari 1946) was een evangelist in het veengebied in het zuidoosten van de Nederlandse provincie Drenthe.

## Leven en werk
De Weerd werd in 1878 geboren als zoon van de daghuurder Hendrik de Weerd en Johanna Struikenkamp. De Weerd werd door de evangelist Willem Braak-Hekke in 1904 naar het veengebied rond Emmen gehaald om daar als evangelist werkzaam te zijn voor de veenarbeiders in Klazienaveen en omstreken. Het traktement werd deels door de gemeenteleden opgebracht, de rest werd aangevuld door Jan Evert Scholten en zijn familie, eigenaar van het veengebied rond Klazienaveen. De Weerd spande zich in om de levensomstandigheden van de arbeidende bevolking rond Klazienaveen te verbeteren. Ook probeerde hij de veenarbeiders christelijke normen en waarden bij te brengen omdat, zo meende hij, bij hen "elk spoor van moderne beschaving ontbrak". De Weerd moest de nodige tegenslagen overwinnen, zo werd hij meerdere malen met de dood bedreigd. Hij trachtte de nodige financiële middelen te verwerven voor de bouw van een school, een gemeenschapscentrum en ander voorzieningen in het gebied. In 1923 kon hij een nieuw kerkgebouw in Klazienaveen-Noord, de Veenkerk, in gebruik nemen. De kerk kon gefinancierd worden met de opbrengsten van de publicatie van De Weerd uit 1916 en bijdragen van de familie Scholten. De kerk wordt ook wel het Kerkie van De Weerd genoemd.
Hoewel hij wel waardering ontving voor zijn werk - hij werd op 31 december 1934 benoemd tot Ridder in de Orde van Oranje-Nassau - vond hij dat de hervormde kerk wel iets meer waardering voor zijn inzet mocht opbrengen. Zijn grief was dat hij als evangelist geen kinderen mocht dopen en het avondmaal niet mocht bedienen.
De Weerd publiceerde in 1916 "De domeneer van Turfland" over zijn werk in het Drentse veengebied. Ook zijn collega's Willem Braak-Hekke ("Evangelist in de venen") en Wilhelm Jonker ("Het morgenrood in de Drentsche venen") schreven over hun ervaringen als evangelist in de venen van Drenthe. Deze drie publicaties versterkten, aldus Timmer en De Vries, het negatieve imago van de streek.
De Weerd trouwde op 4 januari 1906 in Emmen met de onderwijzers Martje Perdon. Na haar overlijden in 1918 hertrouwde hij op 20 april 1920 met Wilhelmina Geertruida Heemstra. Hij overleed in 1946 op 67-jarige leeftijd in Klazienaveen-Noord. Het "De Weerdhuis" naast de Veenkerk in Klazienaveen is naar hem genoemd.